# Les Alleuds (Maine-et-Loire)
Les Alleuds je bývalá obec v departementu Maine-et-Loire v západní Francii. Dne 15. prosince 2016 byla sloučena do nové obce Brissac Loire Aubance.

## Populace
| Rok  | Počet obyvatel | ±%      |
| ---- | -------------- | ------- |
| 1793 | 480            | —       |
| 1800 | 252            | −47,5 % |
| 1806 | 464            | +84,1 % |
| 1821 | 490            | +5,6 %  |
| 1831 | 541            | +10,4 % |
| 1836 | 546            | +0,9 %  |
| 1841 | 557            | +2,0 %  |
| 1846 | 577            | +3,6 %  |
| 1851 | 581            | +0,7 %  |
| 1856 | 562            | −3,3 %  |
| 1861 | 586            | +4,3 %  |
| 1866 | 582            | −0,7 %  |
| 1872 | 580            | −0,3 %  |
| 1876 | 578            | −0,3 %  |
| 1881 | 530            | −8,3 %  |
| 1886 | 534            | +0,8 %  |
| 1891 | 528            | −1,1 %  |
| 1896 | 492            | −6,8 %  |
| 1901 | 512            | +4,1 %  |
| 1906 | 514            | +0,4 %  |
| 1911 | 506            | −1,6 %  |
| 1921 | 439            | −13,2 % |
| 1926 | 474            | +8,0 %  |
| 1931 | 467            | −1,5 %  |
| 1936 | 468            | +0,2 %  |
| 1946 | 479            | +2,4 %  |
| 1954 | 443            | −7,5 %  |
| 1962 | 443            | +0,0 %  |
| 1968 | 431            | −2,7 %  |
| 1975 | 402            | −6,7 %  |
| 1982 | 449            | +11,7 % |
| 1990 | 564            | +25,6 % |
| 1999 | 636            | +12,8 % |
| 2006 | 817            | +28,5 % |
| 2009 | 891            | +9,1 %  |